# Kompania graniczna KOP „Toki”

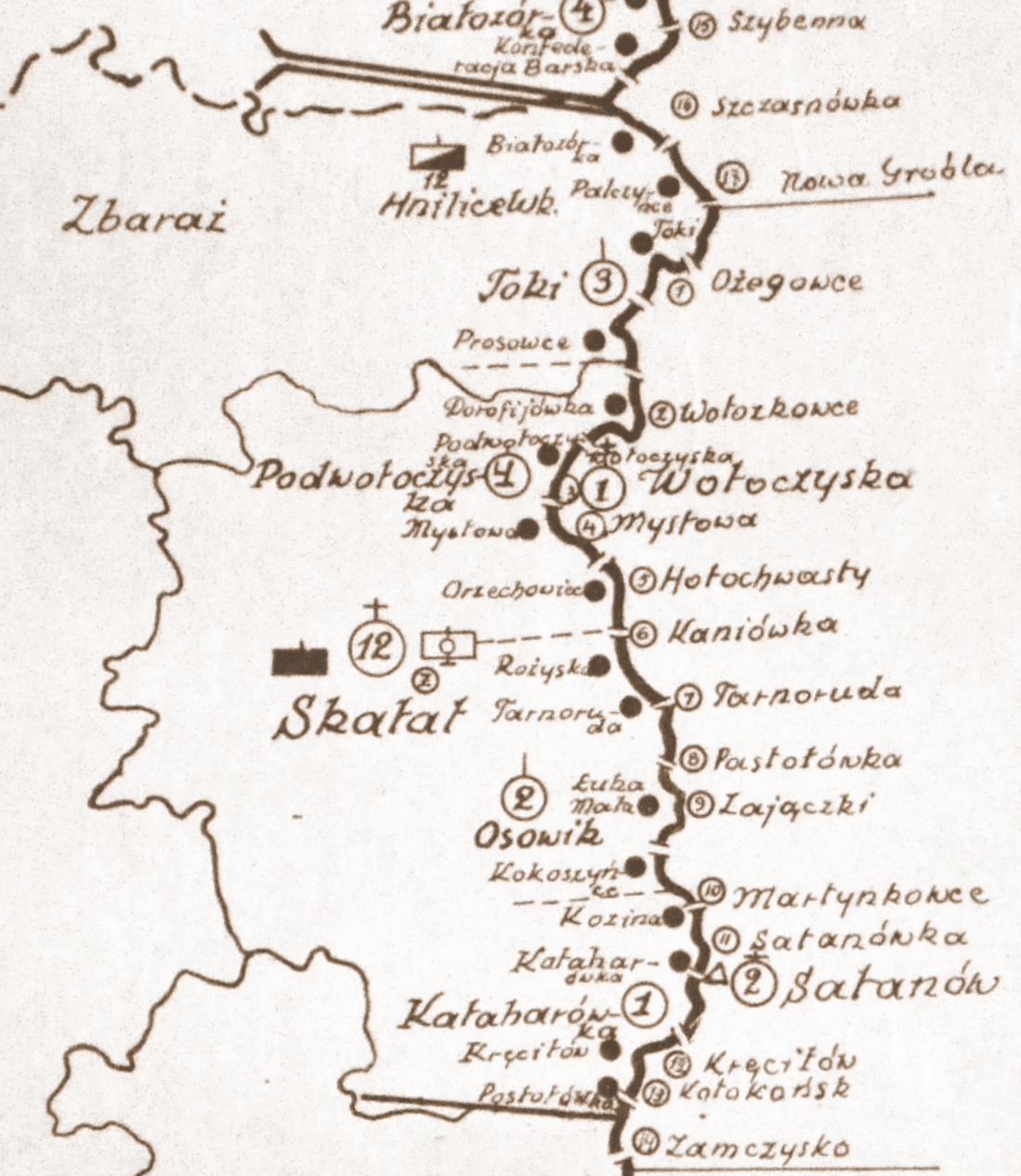
Rozmieszczenie batalionu KOP „Skałat” w 1931

Kompania graniczna KOP „Toki” – pododdział graniczny Korpusu Ochrony Pogranicza pełniący służbę ochronną na granicy polsko-radzieckiej.

## Geneza
Do czasu zakończenia wojny polsko-bolszewickiej, czyli do jesieni 1920, wschodnią granicę państwa polskiego wyznaczała linia frontu. Dopiero zarządzeniem z 6 listopada 1920 utworzono Kordon Graniczny Ministerstwa Spraw Wojskowych. W połowie stycznia 1921 zmodyfikowano formę ochrony granicy i rozpoczęto organizowanie Kordonu Granicznego Naczelnego Dowództwa WP. Obsadzony on miał być przez żandarmerię polową i oddziały wojskowe. Latem 1921 ochronę granicy wschodniej postanowiło powierzyć Batalionom Celnym. W Bogdanówce rozmieszczono dowództwo i pododdziały sztabowe 38 batalionu celnego, a jego 3 kompania stacjonowała w Tokach. 
W drugiej połowie 1922 przeprowadzono kolejną reorganizację organów strzegących granicy wschodniej. 1 września 1922 bataliony celne przemianowano na bataliony Straży Granicznej. W rejonie odpowiedzialności przyszłej kompanii granicznej KOP „Druskienniki” służbę graniczną pełniły pododdziały 41 batalionu Straży Granicznej. 
Już w następnym zlikwidowano Straż Graniczną, a z dniem 1 lipca 1923 pełnienie służby granicznej na wschodnich rubieżach powierzono Policji Państwowej. 
W sierpniu 1924 podjęto uchwałę o powołaniu Korpusu Ochrony Pogranicza – formacji zorganizowanej na wzór wojskowy, a będącej w etacie Ministerstwa Spraw Wewnętrznych.

## Formowanie i zmiany organizacyjne
Na podstawie rozkazu Ministra Spraw Wojskowych nr 1600/tjn./O.de B/25, w drugim etapie organizacji Korpusu Ochrony Pogranicza, w terminie do 1 marca 1925 sformowano 12 batalion graniczny , a w jego składzie 3 kompanię graniczną KOP.
W listopadzie 1936 kompania liczyła 2 oficerów, 8 podoficerów, 4 nadterminowych i 80 żołnierzy służby zasadniczej.
W 1939 3 kompania graniczna KOP „Toki” nadal podlegała dowódcy batalionu KOP „Skałat”.

## Służba graniczna
Podstawową jednostką taktyczną Korpusu Ochrony Pogranicza przeznaczoną do pełnienia służby ochronnej był batalion graniczny. Odcinek batalionu dzielił się na pododcinki kompanii, a te z kolei na pododcinki strażnic, które były „zasadniczymi jednostkami pełniącymi służbę ochronną”, w sile półplutonu. Służba ochronna pełniona była systemem zmiennym, polegającym na stałym patrolowaniu strefy nadgranicznej i tyłowej, wystawianiu posterunków alarmowych, obserwacyjnych i kontrolnych stałych, patrolowaniu i organizowaniu zasadzek w miejscach rozpoznanych jako niebezpieczne, kontrolowaniu dokumentów i zatrzymywaniu osób podejrzanych, a także utrzymywaniu ścisłej łączności między oddziałami i władzami administracyjnymi. Miejscowość, w którym stacjonowała kompania graniczna, posiadała status garnizonu Korpusu Ochrony Pogranicza.
3 kompania graniczna „Toki” w 1934 ochraniała odcinek granicy państwowej szerokości 26 kilometrów 821 metrów. Po stronie sowieckiej granicę ochraniały zastawy „Ożegowce” z komendantury „Wołoczyska” oraz „Szczasnówka” i „Nowa Grobla” z komendantury „Ilkowce” .
Kompanie sąsiednie:
- 4 kompania graniczna KOP „Białozórka” ⇔ 1 kompania graniczna KOP „Podwołoczyska” – 1928[14], 1929[15], 1931[13] , 1932[16], 1934[17], 1938[18]

## Walki kompanii
Walki o strażnice:

17 września 1939 batalion KOP ppłk. Stanisława Janusza został zaatakowany przez oddziały 17 Korpusu Strzeleckiego komdiwa Konstantina Stiepanowicza Kołganowa (ros. Константин Степанович Колганов), wzmocnione czołgami 10 BPanc płk. Iwanowa, 38 BPanc. płk. Piotra Wołocha oraz pododdziałami 22 Oddziału Wojsk Ochrony Pogranicza NKWD.
3 kompania graniczna „Toki" znalazła się na kierunku uderzenia 96 Dywizji Strzeleckiej kombriga Grigorija Chałuzina. Na rozkaz kpt. Edwarda Harnera opuściła zajmowane pozycje i we współdziałaniu z plutonem zwiadowców konnych przeszła do prowadzenia działań opóźniających w kierunku na Zbaraż-Tarnopo.
W godzinach popołudniowych pododdziały znajdujące się w Skalacie opuściły miasto maszerując w kierunku Sorocka. Oddziały sowieckie nie podejmowały jakichkolwiek działań w stosunku do maszerujących Polaków. W Sorocku dowódca batalionu otrzymał kolejny rozkaz od gen. bryg. Łuczyńskiego. Miał wycofywać się na granicę rumuńską lub węgierską. Po przeprowadzeniu oceny położenia ppłk Janusz zdecydował się na powrót baonu do Skałatu. 18 września batalion powrócił do swoich koszar i rozkazem dowódcy został rozwiązany. Dowódca batalionu wraz z oficerami oczekiwał wejścia oddziałów Armii Czerwonej. Po wejściu do miasta sowietów oficerowie i podoficerowie zostali aresztowani.

## Struktura organizacyjna kompanii
Strażnice kompanii w latach 1928 – 1934 
- strażnica KOP „Białozórka”[c]
- strażnica KOP „Palczyńce”[d]
- strażnica KOP „Toki”[e]
- strażnica KOP „Prosowce”[f]

Strażnice kompanii w 1938
- strażnica KOP „Szczęsnówka”
- strażnica KOP „Palczyńce”
- strażnica KOP „Toki”

Organizacja kompanii 17 września 1939:
- dowództwo kompanii
- pluton odwodowy
- 1 strażnica KOP „Szczęsnówka”
- 2 strażnica KOP „Palczyńce”
- 3 strażnica KOP „Toki”

## Dowódcy kompanii
- kpt. Edward Marian Piotrowski[g] (był VI 1939)[29]